# Samnorwood (Texas)
Samnorwood es un lugar designado por el censo ubicado en el condado de Collingsworth en el estado estadounidense de Texas. En el Censo de 2010 tenía una población de 51 habitantes y una densidad poblacional de 12,04 personas por km².

## Geografía
Samnorwood se encuentra ubicado en las coordenadas 35°3′0″N 100°16′53″O / 35.05000, -100.28139. Según la Oficina del Censo de los Estados Unidos, Samnorwood tiene una superficie total de 4.23 km², de la cual 4.23 km² corresponden a tierra firme y (0%) 0 km² es agua.

## Demografía
Según el censo de 2010, había 51 personas residiendo en Samnorwood. La densidad de población era de 12,04 hab./km². De los 51 habitantes, Samnorwood estaba compuesto por el 98.04% blancos, el 0% eran afroamericanos, el 1.96% eran amerindios, el 0% eran asiáticos, el 0% eran isleños del Pacífico, el 0% eran de otras razas y el 0% pertenecían a dos o más razas. Del total de la población el 0% eran hispanos o latinos de cualquier raza.